# 孔峭矾
孔峭矾（1899年—1966年8月7日），又称孔峭凡，湖南平江人，中华人民共和国军事将领。
早年担任农民协会执行委员长，组建平江县游击大队，参加反围剿战役，之后率部在湘鄂赣苏区开展游击斗争。抗日战争时期，担任新四军第1支队1团军需处处长，新编第1支队军需处处长。皖南事变后，担任新四军第1师供给部副部长、供给部部长兼政治委员，苏中军区供给部政治委员兼苏南行署财经处副处长，苏浙军区供给部部长。第二次国共内战期间，担任新四军兼山东军区供给部副部长，华东军区卫生部供给部政委，参加了淮海战役、渡江战役。中华人民共和国成立后，任华东军区后勤部财务部副部长，安徽省军区后勤部部长。1961年晋升为少将军衔。曾获二级八一勋章、二级独立自由勋章、二级解放勋章。1966年8月7日在合肥逝世，享年68岁。